# Верешино
Верешино — деревня в Окуловском муниципальном районе Новгородской области, относится к Кулотинскому городскому поселению.

## География
Деревня Верешино расположена на правом берегу реки Перетны, левом притоке реки Мста, в 2 км по автодороге к востоку от посёлка Кулотино и в 10 км по автодороге к северо-востоку от города Окуловка.
К юго-востоку от деревни Верешино проходит ж/д линия Окуловка — Неболчи, проложенная здесь в 1941 при обороне Ленинграда во время Великой Отечественной войны.

## Население
| 2010 |
| ---- |
| 6    |

## История
В 1776—1792, 1802—1918 деревня Верешино находилась в Крестецком уезде Новгородской губернии. С начала XIX века — в образованной Заозерской волости Крестецкого уезда с центром в деревне Заозерье.
В 1908 в Верешино было 34 двора и 63 дома с населением 159 человек. Имелась часовня.

## Транспорт
Ближайшие ж/д станции расположены в Кулотино и Котово.